# Good for You (singel)
„Good for You” – pierwszy singiel Seleny Gomez, promujący płytę Revival, który miał swoją premierę 22 czerwca 2015. Gomez po nagraniu piosenki  uznała, że czegoś jej brakuje więc postanowiła zaprosić do współpracy A$AP'a Rocky’ego. Utwór został dobrze przyjęty przez krytyków muzycznych - chwalili jego minimalistyczną produkcję, atrakcyjność seksualną i wokal Seleny. Docenili także jej dojrzałość i rozwój artystyczny; niektórzy z nich mieli jednak mieszane uczucia co do wkładu Rocky’ego.

## Pisanie i produkcja
Nick Monson zarezerwował dwugodzinną sesję nagraniową z tekściarzami, Julią Michaels i Justinem Trunterem, żeby zgrać się z jedną z ich wcześniejszych kompozycji. Udało im się to w zaledwie 45 minut, postanowili więc wykorzystać pozostały wykupiony w studio czas na napisanie kolejnej piosenki. W ciągu kolejnych 45 minut powstała „Good For You”. Manson zaczął grać na basie i pstrykać zanim Michaels zaimprowizowała: „I'm on my 14 carats” (dosłowne tłumaczenie z angielskiego: „Jestem na moich 14 karatach”). Na ten tekst wpłynął jej chłopak, który powiedział „Julio, nigdy nie piszesz dla mnie wesołych piosenek. To trochę smutne”, na co ona odpowiedziała: „Dobrze, napiszę ci dobrą piosenkę, zamknij się”. Natomiast tekst ułożony przez Trantera był zainspirowany jego byłym chłopakiem, który wolał, aby Tranter kobieco się ubierał. Usłyszawszy „Good For You”, dział A&R wytwórni płytowej całego trio poinformował ich, że piosenkę powinna wykonać Selena Gomez (chociaż początkowo Tranter uważał, że utwór byłby dla wokalistki „zbyt indie”). A&R wysłało nagranie do piosenkarki, która „oszalała na jej punkcie”, uznając ją za kierunek artystyczny, który wymarzyła sobie dla jej drugiego albumu studyjnego, Revival (2015). Opisała piosenkę jako „kawałek, który jest wszystkim, co myślę o tym, co kobieta powinna uosabiać, ale nie w oczywisty sposób” i wyjaśniła w iHeartRadio: „Myślę, że to po prostu świetnie ustawia ton nagrania, właśnie dlatego, że jest sexy, ale nie stara się za bardzo taką być. Nagranie i wszystko jakoś robi to samo z siebie. Jest zmysłowe, reprezentuje kobiety w dobry sposób. Wydaje mi się, że to coś znaczy dla kobiety, kiedy dobrze wygląda”.
Opisana przez Gomez jako „piękny początek albumu”, „Good For You” była trzecią piosenką, jaką otrzymała, odkąd jest powiązana z Interscope Records, a także drugą nagraną do albumu. Nagrywano ją bez przerw przez 45 minut w Interscope Studios, w Santa Monica, w Kalifornii; podczas tego procesu w wokalu Gomez pojawiały się załamania głosu, jako że piosenka „przybrała emocje, z których [ona] nie zdawała sobie sprawy, że może je dobrze wykorzystać”, a już na początku sesji była wyczerpana od zmuszania się do nadania określonego brzmienia i konceptu dla albumu. Nawiązując do jej wypowiedzi, to nagranie nie miało beatu i było tylko „szkieletem piosenki”. Samo brzmienie piosenki nie było jeszcze w tym czasie dokładnie określone, chociaż sugerowano, żeby jej łagodna melodia była bardziej zanużona w popie, z czym Gomez się nie zgodziła, uznając, że ucierpiałby na tym jej wokal. Była całkowicie zaangażowana w kierownictwo kreatywne piosenki, również poprzez jej częściowe pisanie, a także pomogła rozwinąć ją jako dążenie do własnej samorealizacji, wzmocnienia pewności siebie jako młodej kobiety i uczucia wrażliwości. Piosenka była także częścią procesu, w którym chciała sportretować swoją historię jako artystki i jako części przejściowego albumu, nad którym miałaby całkowitą kontrolę. W wywiadzie dla MTV przyznała, że był to jej czas na „pogodzenie się z tym, kim jestem, bo nie zamierzam usiąść na krześle i gadać o czymś, co już nic dla mnie nie znaczy”. Mówiła także o swoim zaangażowaniu w nagranie: „Byłam w to bardzo zaangażowana już od procesu pisania...każda jedna rzecz, o której nawet w najmniejszym stopniu śpiewam to coś, z  czym jestem związana i coś, w czego sedno trafiam, i musiałam wybrać to, co zarówno reprezentuje album, jak i samą siebie jako całość”.
Piosenka była później przerobiona przez Nolana Lambrozę, który zwiększył jej tempo. Z początku nie było żadnych planów, żeby do piosenki zaangażować jeszcze jednego artystę.

## Lista utworów
|  | - Digital download (Clean version) 1. „Good for You” (featuring A$AP Rocky) – 3:41 - Digital download (Explicit version) 1. „Good for You” (featuring A$AP Rocky) – 3:41 | - Digital remixes 1. „Good for You” (featuring A$AP Rocky) [Nebbra Remix] – 4:01 2. „Good for You” (featuring A$AP Rocky) [Yellow Claw & Cesqeaux Remix] – 3:01 3. „Good for You” (featuring A$AP Rocky) [KASBO Remix] – 3:41 - Digital download (Phantoms Remix) 1. „Good for You” (featuring A$AP Rocky) [Phantoms Remix] – 4:07 |

## Notowania i certyfikaty
| Lista (2015)                              | Najwyższa pozycja |
| ----------------------------------------- | ----------------- |
| Australia (ARIA)                          | 10                |
| Australia Urban (ARIA)                    | 2                 |
| Austria (Ö3 Austria Top 40)               | 27                |
| Belgia (Ultratip Flanders)                | 25                |
| Belgia (Ultratip Wallonia)                | 27                |
| Czechy (Rádio Top 100)                    | 29                |
| Czechy (Singles Digitál Top 100)          | 3                 |
| Dania (Tracklisten)                       | 11                |
| Euro Digital Songs (Billboard)            | 16                |
| Finlandia (Suomen virallinen latauslista) | 20                |
| Francja (SNEP)                            | 14                |
| Grecja Digital Songs (Billboard)          | 1                 |
| Hiszpania (PROMUSICAE)                    | 34                |
| Holandia (Single Top 100)                 | 31                |
| Irlandia (IRMA)                           | 24                |
| Kanada (Canadian Hot 100)                 | 8                 |
| Kanada CHR/Top 40 (Billboard)             | 4                 |
| Kanada Hot AC (Billboard)                 | 35                |
| Liban (The Official Lebanese Top 20)      | 8                 |
| Luksemburg Digital Songs (Billboard)      | 9                 |
| Niemcy (Official German Charts)           | 29                |
| Norwegia (VG-lista)                       | 9                 |
| Nowa Zelandia (Recorded Music NZ)         | 14                |
| Słowacja (Rádio Top 100)                  | 24                |
| Słowacja (Singles Digitál Top 100)        | 6                 |
| Stany Zjednoczone (Billboard Hot 100)     | 5                 |
| Stany Zjednoczone (Adult Top 40)          | 24                |
| Stany Zjednoczone (Dance Club Songs)      | 44                |
| Stany Zjednoczone (Dance/Mix Show)        | 6                 |
| Stany Zjednoczone (Mainstream Top 40)     | 1                 |
| Stany Zjednoczone (Rhythmic)              | 4                 |
| Szkocja (Official Charts Company)         | 17                |
| Szwajcaria (Schweizer Hitparade)          | 25                |
| Szwecja (Sverigetopplistan)               | 24                |
| Węgry (Single Top 40)                     | 24                |
| Wielka Brytania (UK Singles Chart)        | 23                |
| Włochy (FIMI)                             | 26                |

| Lista (2015)                          | Najwyższa pozycja |
| ------------------------------------- | ----------------- |
| Australia (ARIA)                      | 51                |
| Australia Urban (ARIA)                | 10                |
| Dania (Tracklisten)                   | 42                |
| Kanada (Hot 100)                      | 30                |
| Stany Zjednoczone (Billboard Hot 100) | 27                |
| Stany Zjednoczone (Dance/Mix Show)    | 37                |
| Stany Zjednoczone (Mainstream Top 40) | 13                |
| Stany Zjednoczone (Rhythmic Songs)    | 32                |
| Szwajcaria (Schweizer Hitparade)      | 62                |
| Szwecja (Sverigetopplistan)           | 79                |

| Kraj                     | Certyfikat         | Sprzedaż   |
| ------------------------ | ------------------ | ---------- |
| Australia (ARIA)         | 2× platynowa płyta | 140 000+   |
| Dania (IFPI Denmark)     | platynowa płyta    | 60 000+    |
| Hiszpania (PROMUSICAE)   | złota płyta        | 20 000+    |
| Kanada (Music Canada)    | 2× platynowa płyta | 160 000    |
| Meksyk (AMPROFON)        | złota płyta        | 30 000+    |
| Nowa Zelandia (RMNZ)     | złota płyta        | 7 500+     |
| Polska (ZPAV)            | 2× platynowa płyta | 40 000+    |
| Stany Zjednoczone (RIAA) | 3× platynowa płyta | 3 000 000+ |
| Szwecja (GLF)            | 2× platynowa płyta | 80 000+    |
| Wielka Brytania (BPI)    | złota płyta        | 400 000+   |
| Włochy (FIMI)            | platynowa płyta    | 50 000+    |